# Under the Table and Dreaming
Under the Table and Dreaming е първият студиен албум на Дейв Матюс Бенд, издаден на 27 септември 1994 година. Първият сингъл от него е What Would You Say, в който участва Джон Попър от Блус Травълър на хармоника. Другите два сингъла са Ants Marching и Satellite.
Заглавието се ражда от стих от песента Ants Marching, в който се казва: He remembers being small / playing under the table and dreaming („Той помни какво беше да си млад, да играеш под масата и да мечтаеш.“)
Посветен е на сестрата на Матюс Ан, която е убита през 1994 година от мъжа си, който след това се самоубива. В пакета със скъпоценна опаковка има поместена снимка на Дейв Матюс и едно от децата на Ан.
Към 16 март 2000 година от Under the Table and Dreaming са продадени шест милиона бройки. С това той печели шесткратен платинен сертификат от Асоциацията на звукозаписната индустрия в Америка.

## Записване
Тим Рейнолдс и Дейв Матюс изпълняват частите с акустична китара. В студиото и двамата седят един срещу друг, с чаша помежду им, и свирят едно и също парче. Това се прави два пъти във всяка песен, и така се получават четири парчета на акустична китара, две на Матюс и две на Рейнолдс, в които се свири една и съща част от песента.
Продуцентът Стийв Лилиуайт нерядко намалява силата на звука на частите на Матюс и усилва този на Рейнолдс, вследствие на което китарата на последния е по-отявлена. Рейнолдс също така прави овърдъб на акустична и електрическа китара.
Една от най-известните песни в концертна обстановка, Granny, е записана в студиото и е планирана да бъде първи сингъл от албума, но в крайна сметка е извадена от него.
#34 е единствената инструментална част от албума, макар че тя е просвирена с текстуален съпровод общо 9 пъти през 1993 година, след което е обработена в студиото. ДМБ отначало записва песента със съответен текст, но той по-късно е премахнат от албумната версия. В някои пресовки на албума има 22 празни места за песни между Pay for What You Get и #34, поради което последната сякаш има песенен номер 34-ти. В други пресовки 12-ата песен е предшествана от тишина.